# 白棟 (明朝)
白棟（1532年—？），字子隆，號吉軒，陝西榆林衛右所官籍米脂縣人，明朝政治人物。

## 生平
嘉靖四十三年（1564年）甲子科陝西鄉試第五十三名舉人。隆慶五年（1571年）中式辛未科會試第一百五十一名，三甲第三百零二名進士。吏部觀政，授东阿县知县，万历五年（1577年）七月考选山西道試御史，六年七月實授，失柄臣意，七年养病，後以考察去職。十四年降为高邮州判官，升户部主事，升员外郎，丁憂歸。十八年工科给事中曲迁乔疏荐，补兵部职方司署员外郎主事，十九年四月升山东按察司佥事、沂州兵备，七月改任山西兵备佥事，二十一年八月升本省左参议、昌平兵备，二十二年五月升南京通政司右参议，十一月升應天府府丞，十二月升太常寺少卿，提督四夷馆，二十四年二月升大理寺右少卿。

## 家族
曾祖白永遷；祖父白聦，冠帶總旗；父白奇佑，千戶。母宋氏（封宜人）。

## 延伸阅读
- 史继偕《参政白公生祠记》

[在维基数据编辑]